# DIMM

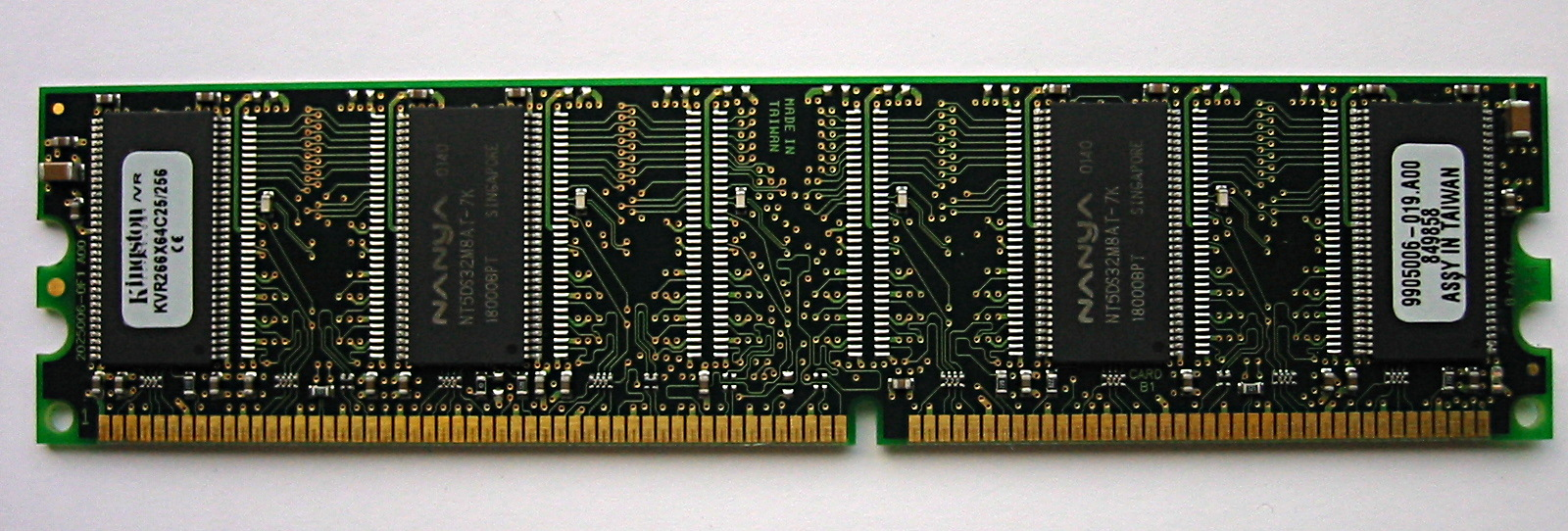
DDR SDRAM DIMM

DIMM (zkratka Dual In-line Memory Module) je v informatice označení pro paměťový modul paměti RAM určených pro použití v osobních počítačích, pracovních stanicích a serverech, které byly uvedeny na trh společně s nástupem procesorů Intel Pentium. Předchůdcem pamětí DIMM byly paměti SIMM.
Hlavní rozdíl mezi SIMM a DIMM je ten, že DIMM má na obou stranách samostatné elektrické kontakty, zatímco kontakty na SIMM byly zdvojené (tj. po obou stranách stejné). Dalším rozdílem je, že standardní SIMM moduly jsou 32bitové, zatímco DIMM jsou 64bitové. Pokud byl procesor Pentium používán s moduly SIMM, musely být osazovány v párech, aby pokryly paměťovou sběrnici, která byla u Pentia 64bitová. Procesor tak přistupoval současně ke dvěma modulům. Moduly DIMM byly zavedeny proto, aby problém odstranily.
Nejpopulárnější typy DIMM modulů:
- 72pinové, používané v SO-DIMM (32bitové)
- 144pinové, používané v SO-DIMM (64bitové)
- 168pinové, používané v SDR SDRAM
- 184pinové, používané v DDR SDRAM
- 240pinové, používané v DDR2 SDRAM
- 240pinové, používané v DDR3 SDRAM